# حشمت‌الله بارکزی
حشمت‌الله بارکزی (زادهٔ ۲۶ اوت ۱۹۸۷) بازیکن فوتبال اهل افغانستان است که در پست مهاجم برای باشگاه فوتبال شاهین آسمایی در لیگ برتر فوتبال افغانستان و تیم ملی فوتبال افغانستان بازی می‌کند.